# گردش گرمابی

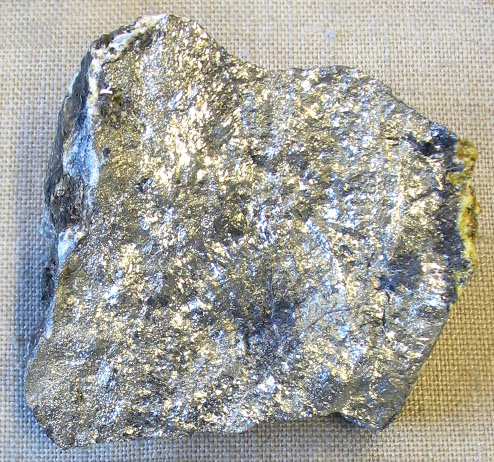
آنتیموان، عکس گرفته شده در موزه تاریخ طبیعی لندن.

گردش گرمابی در معنای عام آن گردش آب گرم است. گردش هیدروترمال اغلب در مجاورت منابع حرارتی در پوسته زمین رخ می‌دهد. به‌طور کلی، این اتفاق در نزدیکی فعالیت‌های آتشفشانی می‌افتد، اما می‌تواند در پوسته‌های عمیق مربوط به نفوذ از گرانیت، یا در نتیجه کوهزایی یا دگرگونی رخ می‌دهد.

## چرخه آب بسیار داغ
چرخه آب در دمای بالا اکثراً در نزدیکی منابع آب بسیار داغ در درون زمین اتفاق می‌افتد. معمولاً این چرخه در نزدیکی محل‌هایی که فعالیت‌های آتش فشانی در آن‌ها جریان دارد به وقوع می‌پیوندد ولی همچنین در اعماق زمین در نفوذ به سنگ‌های گرانیت و همچنین در نتیجه تغییر ساختار پوسته زمین به علت فشارهای وارده نیز چرخه آب داغ اتفاق می‌افتد.

## چرخه آب بسیار داغ در کف دریا
چرخه آب بسیار داغ در کف دریاها در میان اقیانوس‌ها در گسل‌ها صورت می‌گیرد. از اصطلاح چرخه در کف دریا هم به خروج آب بسیار داغ با سرعت نسبتاً زیاد از کف دریا و هم به چرخه آب خنک تر از کف دریا با سرعت کمتر که معمولاً در حاشیه گسل هاست استفاده می‌شود. به مورد اول چرخه فعال و به مورد دوم چرخه غیرفعال گفته می‌شود.

## چرخه آب بسیار داغ در آتشفشان‌ها
این چرخه محدود به اعماق اقیانوس‌ها نمی‌شود و به صورت چشمه‌های آب گرم، انفجارهای آب گرم و چشمه‌های فواره‌ای در سطح زمین دیده می‌شود.